# Marco Materazzi
Marco Materazzi (født 19. august 1973) er en italiensk fodboldspiller, der siden 2001 har spillet for Inter. Materazzi har førhen spillet i Perugia og Everton. I Everton var han ikke nogen særlig succes, og blev blandt andet udvist 4 gange i blot 27 kampe, han vendte derfor hjem til Italien efter blot en sæson i det engelske. Her kom han på kontrakt hos Perugia, som han så fik kæmpe succes hos. Han scorede 12 mål i 30 kampe, hvilket er meget godt for en midterforsvar. Inter fik så øjnene op for ham, og de hentede ham til Giuseppe Meazza. Han har spillet 31 landskampe og scoret 2 mål (pr. 9. juni 2006). Det ene af målene var et meget vigtigt mål, da det faldt på hovedstød i finalen mod Frankrig ved VM i fodbold 2006, og udlignede dermed den franske føring i den ordinære spilletid. Finalen blev sidenhen vundet af Italien efter forlænget spilletid og straffesparkskonkurrence. Under finalen blev Materazzi stanget omkuld af Zinedine Zidane, som dernæst blev udvist.
- Wikimedia Commons har flere filer relateret til Marco Materazzi